# Jien
Jien (慈円). Nasceu em 17 de maio de 1155, em Kyoto , e faleceu em  28 de outubro de 1225 na Província de Ōmi (atual Shiga). Foi um poeta japonês, historiador e monge budista.

## Biografia
Jien era filho de Fujiwara no Tadamichi, um membro do poderoso Clã Fujiwara. Entrou para um mosteiro budista da seita Tendai no início de sua vida, primeiro levando o nome budista Dokaie e, mais tarde mudando para Jien. Acabou se tornando Daisōjō (大僧正) líder da seita Tendai.
Começou a estudar e a escrever sobre a história do Japão, o seu propósito era "esclarecer as pessoas que têm dificuldade para compreender as vicissitudes da vida". Sua obra-prima, concluída por volta de 1220, foi humildemente intitulada Gukanshō , que se traduz como Notas de um Tolo. Nela, tentou analisar os fatos da história japonesa. O Gukanshō tinha uma visão pessimista de seu tempo, o final Período Heian , e alegou que foi um período de declínio religioso e via a desintegração da civilização através das Guerras Genpei. Este é o ponto de vista geral, realizada hoje. Jien afirmava que as mudanças na estrutura feudal eram necessárias e defendia a reivindicação de poder do shogun Yoritomo.
Como poeta, ele foi nomeado um dos novos Trinta e seis Imortais da Poesia, e foi o segundo melhor poeta representado no Kokin Wakashū. Ele foi incluído por Fujiwara no Teika no Hyakunin Isshu Ogura.